# Gladloka
Gladloka je naselje v Občini Kostel. Naselje je od leta 2010 brez stalnih prebivalcev.